# 中国人民解放军南京陆军学校
中国人民解放军南京陆军学校，简称南京陆军学校，是1962年至1986年间曾经存在的一所为南京军区培养基层指挥军官的初级指挥院校。培养对象是步兵、炮兵、工程兵、通信兵等连、排职军政干部及部分机关干部。

## 历史沿革
- 1949年12月第三野战军第七兵团教导团改编为浙江军区军事政治干部学校，辖三个大队，驻杭州笕桥。
- 1950年2月6日，中央军委电示，浙江军区军事政治干部学校改编为华东军区军事政治大学浙江分校，仍隶属浙江军区，浙江军区司令员王必成兼任校长，毕庆堂任副校长，柳夷任政治部主任，石仰天任教育长，李文阁任副教育长，辖四个大队。
- 1951年3月5日该校改编为中国人民解放军华东军区第二步兵学校，仍隶属浙江军区建制领导；4月6日，华东军区根据总参谋部命令，将该校改名为中国人民解放军第十三步兵学校，辖三个大队。
- 1952年7月11日中央军委决定，第十三（在浙江金华）、第十四（在福建福州）、第十五（部分在江苏扬州，1951年撤销）、第十六（在安徽合肥，1951年撤销）步兵学校合并组成中国人民解放军第四步兵学校，直属中央军委建制，归华东军区领导，校址暂设金华，谭知耕任第四步兵学校校长；周志刚任第四步兵学校政委。
- 1954年第四步兵学校迁址南京岔路口。
- 1955年5月30日 该校改称南京步兵学校，属南京军区建制。
- 1963年7月 改称南京军区步兵学校。钟贤文、鞠文仪先后任校长，宋献璋、夏琦、宋雪明等先后任政治委员。
- 1969年9月26日根据中央军委同年2月19日颁发的《军队院校调整方案》撤销。
- 1978年1月20日．根据中央军委《公布部分院校名称》的命令重新组建，2月1日正式办公。校址在安徽滁县（今滁州）。培养对象是连、排职基层在职指挥干部。学制1年半，毕业发中专文凭。部队正副班长，考试录取后，学制2年、3年，分别发中专、大专文凭。高中毕业生经高考录取后，学制3年，发大专文凭。大学毕业生志愿入伍，学制1年，分配到部队任排长或留校任教员。1979年对越作战有功人员1000名保送入学，学制2年办，毕业后到部队任排长。
- 1980年12月26日，中央军委决定更名中国人民解放军南京陆军学校。
- 1986年6月，撤销。

## 机构设置
- 训练部
- 政治部
- 校务部
- 纪委
- 研究室
- 办公室
- 学员一大队
- 学员二大队
- 学员三大队
- 南京军区通信训练大队
- 南京军区机要训练大队
- 南京军区外训训练大队
- 南京军区后勤训练大队